# Johan Albrecht van Brandenburg-Ansbach

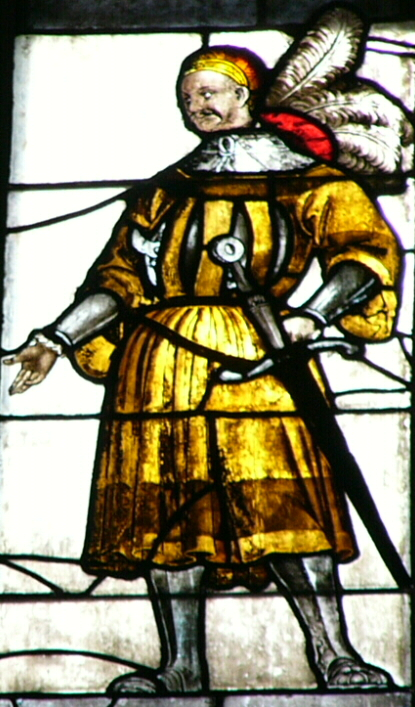
Glasraam waarop Johan Albrecht van Brandenburg-Ansbach staat afgebeeld, Sint-Sebaldkerk, Neurenberg.

Johan Albrecht van Brandenburg-Ansbach (Ansbach, 20 september 1499 - Halle, 17 mei 1550) was van 1545 tot aan zijn dood aartsbisschop van Maagdenburg en prins-bisschop van Halberstadt. Hij behoorde tot het huis Hohenzollern. 

## Levensloop
Johan Albrecht werd geboren als zoon van markgraaf Frederik I van Brandenburg-Ansbach uit diens huwelijk met Sophia van Polen, dochter van koning Casimir IV van Polen.
In 1523 zorgde zijn neef Albrecht van Brandenburg, aartsbisschop van Maagdenburg en diocesaan administrator van het prinsbisdom Maagdenburg, ervoor dat Johan Albrecht benoemd werd tot zijn coadjutor in Maagdenburg. Nadat Albrecht van Brandenburg in 1541 uit Maagdenburg werd verdreven, stelde het domkapittel hem tot stadhouder van Maagdenburg en Halberstadt aan. In 1545, na de dood van Albrecht, werd Johan Albrecht aartsbisschop van Maagdenburg en nam hij als diocesaan administrator ook de leiding van het prinsbisdom Halberstadt over. Op de Rijksdag van 1548 in Augsburg erkende keizer Karel V zijn leiding over Maagdenburg en Halberstadt en op 24 augustus 1548 nam hij zijn intrek in zijn residentie, de Moritzburg in Halle.
In de Moritzburg herstelde Johan Albrecht het klooster dat er sinds de Reformatie was verdwenen en liet hij in de kathedraal opnieuw katholieke misdiensten plaatsvinden. Hij slaagde er evenwel niet in om de besluiten van de Landdag van Helle omtrent de Interim van Augsburg door te voeren. Tijdens zijn ambtsperiode probeerde hij de Reformatie en de daaraan verbonden confessionalisering tegen te gaan door de wantoestanden in de kerk aan te pakken, maar dit bleef zonder succes. Toen hij in mei 1550 overleed, kwam het tijdperk van de katholieke bisschoppen in Halberstadt ten einde.
- Gemeinsame Normdatei: 133651274
- Virtual International Authority File: 72588486